# Bludiště odrazů
Bludiště odrazů (rusky: Лабиринт отражений) je první kniha stejnojmenného cyklu od známého ruského spisovatele Sergeje Lukjaněnka. Děj se odehrává v budoucnosti a spadá především do žánru kyberpunk. Pokračováním je román Lživá zrcadla.

## Stručný příběh
Příběh se odehrává v nedaleké budoucnosti, v níž jistý génius Dmitrij Dibenko vytvořil program jménem Deep (Hlubina). Program podrobuje lidské vědomí zvláštní hypnóze, při níž vědomí hypnotizovaného přechází do virtuální reality internetové sítě. V Hlubině jsou tisíce lidí, je tam práce, zábava i odpočinek. Počítač je vybavený časovačem, který po určité době osobu z Hlubiny vytáhne (pokud tedy tato osoba už z virtuality nevystoupila sama - ve svém virtuálním bytě má stejný počítač jako v tom reálném a stačí si na něm přehrát program Deep pozpátku). Ale někdy se stane, že člověk časovač zničí a ve virtualitě uvízne.

Existuje však zvláštní druh lidí, kteří jsou imunní vůči Deep programu a dokáží z něj v libovolné chvíli vystoupit. Těmto lidem se říká Diveři (Potápěči), neboť vytahují ty, kteří se v Hlubině "topí" (uvázli tam), zpátky do reality.